# Landrethun-le-Nord
Landrethun-le-Nord é uma comuna francesa na região administrativa de Altos da França, no departamento de Pas-de-Calais. Estende-se por uma área de 7,7 km². Em 2010 a comuna tinha 1 306 habitantes (densidade: 169,6 hab./km²).